# Elezioni presidenziali in Messico del 1940
Le elezioni presidenziali in Messico del 1940 si tennero il 7 luglio, contestualmente alle elezioni parlamentari. Furono vinte di larghissima misura da Manuel Ávila Camacho, ex Segretario della Difesa Nazionale, che ottenne il 93,9% dei voti.
La campagna elettorale fu estremamente tesa e ci furono numerosi scontri tra i sostenitori di Camacho (sinistra) e Juan Andreu Almazán (destra). Alla fine risultò che l'elezione del 1940 sia ad oggi la più violenta della storia del Messico, con un bilancio di almeno 47 morti e 400 feriti solo nel giorno del voto.

## Contesto storico
Per Lázaro Cárdenas del Río e il Partito della Rivoluzione Messicana, le elezioni erano cruciali per garantire la permanenza al potere del partito e per assicurare la continuità del gruppo al potere. Da parte del PRM e per il suo carattere di partito-stato, la decisione del candidato sarebbe caduta su Cárdenas, che aveva la simpatia delle figure ancora influenti legate alla rivoluzione messicana, e le due figure più rilevanti allora all'interno del suo governo erano Manuel Ávila Camacho, Segretario della Guerra e della Marina, e Francisco José Múgica, che aveva servito come Segretario delle Comunicazioni e dei Lavori Pubblici. Negli ultimi anni 1930 era sorta una forte opposizione anti-cardenista, composta da settori di destra contrari alle sue decisioni, come gli industriali (in particolare quelli del Nuevo León) a causa del deciso sostegno di Cárdenas alla classe operaia e contadina; Altri settori borghesi consideravano inconcepibili gli interventi statali e persino i recenti movimenti di esproprio di Cárdenas. Alcuni gruppi all'interno del PRM si opposero a Cárdenas poiché vedevano un indebolimento nei principi fondanti del partito e nel suo carattere post-rivoluzionario. Cárdenas poi pose Heriberto Jara Corona come presidente del PRM per il carattere conciliante e il rispetto di cui godeva tra i tanti militari del partito, anche la maggioranza al suo interno, al fine di garantire l'ordine interno del partito al potere. Nel 1938 Cárdenas aveva il sostegno aperto del settore contadino e del lavoro del paese e una popolarità unica nella storia del paese nei confronti di una figura presidenziale. Ma d'altra parte, le forze della borghesia economica alleate con le aspirazioni democratiche della classe media causarono un momento critico per il suo governo nel quadro della successione presidenziale.
Allo stesso tempo, il ricchissimo imprenditore ed ex militare Juan Andreu Almazán aveva già una popolarità crescente, soprattutto per le sue dichiarazioni apertamente anti-cardeniste e la sua capacità di raccogliere diverse opposizioni, a volte disparate nei loro obiettivi politici, ad esempio, quello dei gruppi borghesi su decisioni di Cárdenas in materia economica ma anche tra alcuni capi delle settore popolare che accusavano di clientelismo, controllo sindacale e affiliazione filo-sovietica le organizzazioni come la Confederazione dei Lavoratori del Messico, legate e fedeli al PRM e quindi a Cárdenas. In questa organizzazione i capi erano Vicente Lombardo Toledano e Fidel Velázquez.
All'interno del PRM ci fu un grande sforzo per rendere la candidatura di Ávila Cámacho una risorsa di unità e forza all'interno del partito di fronte alla propria crisi politica e come risorsa per l'azione contro la crescente popolarità di Andreu Almazán. Cárdenas aveva la lealtà della maggioranza dell'esercito messicano, a causa dell'influenza esercitata da Manuel Ávila Camacho. Anche lui stesso aveva giocato un ruolo cruciale nella lotta finale di Lázaro Cárdenas contro il Maximato anni prima, sostenendo in modo decisivo Cárdenas. Ávila contava a suo favore il suo atteggiamento prudente e conciliante, di fronte a un Múgica dal pensiero più radicalizzato. Il 14 luglio 1939 Francisco José Múgica annunciò il suo ritiro dalla candidatura alla presidenza.

Il 25 luglio 1939 Andreu Almazán annunciò la sua accettazione di candidarsi alla presidenza della repubblica: 
("Dichiarazioni del generale Juan Andreu Almazán all'accettazione della candidatura alla presidenza", Juan Andreu Almazán, 1939.)
Una campagna contro Almazán fu lanciata nell'agosto 1939. Cárdenas, da parte sua, cercò in diversi modi di attirare simpatia per Ávila Camacho all'interno del PRM e risolse il periodo critico che stava affrontando. La Prima Assemblea Nazionale Ordinaria del PRM si svolse tra l'1º e il 3 novembre 1939 al Palacio de Bellas Artes e aveva una rappresentanza a maggioranza operaia e contadina. Nell'ambito dei lavori di definizione del secondo piano sessennale, pensato per essere discusso e definito in quell'assemblea e nei duri dibattiti attorno ad essa, si delineò per la prima volta il passaggio del partito post-rivoluzionario, con aspirazioni di giustizia sociale prevalentemente contadina e operaia, verso la costruzione di un partito-stato capace de, nelle parole di Cárdenas, "l'apertura a nuove possibilità di progresso".
Con un discorso più misurato rispetto agli anni precedenti, l'obiettivo era di conciliare gli interessi dei diversi gruppi riducendo la radicalità delle decisioni cardeniste e costruendo la visione futura del PRM. Il partito era arrivato all'assemblea con un consenso preventivo espresso principalmente dalla Confederazione dei Lavoratori attraverso Lombardo Toledano e Fidel Velázquez, che federo pressioni con i comitati nazionali per la candidatura di Ávila.
Nonostante fosse inizialmente respinto (anche l'annuncio fu fischiato dall'assemblea il 1º novembre) al termine dell'evento, il 3 novembre, fu annunciata ufficialmente la candidatura di Manuel Ávila Camacho come candidato del PRM.
La decisione per Manuel Ávila Camacho derivò anche dalla sua grande devozione cattolica, cosa che era vista come cruciale per risolvere le fortissime tensioni tra il partito e la Chiesa cattolica dopo la sanguinosissima Guerra cristera. Inoltre Camacho, oltre a poter portare avanti le riforme radicali di Cárdenas, era visto come una figura politica che potesse attirare e alla fine convincere i votanti conservatori.
Invece la maggior parte dei conservatori messicani decise di appoggiare Almazán. Egli ricevette il sostegno di diverse organizzazioni, tra cui il Partito Nazionale della Salvezza Pubblica (PNSP), l'Unione Nazionale dei Veterani della Rivoluzione (UNVR) e persino il Partito Azione Nazionale (PAN) recentemente fondato, che non presentò un candidato ufficiale alle elezioni. La candidatura di Andreu fu formalmente presentata dal Partito Rivoluzionario di Unificazione Nazionale (PRUN).

### Polemiche elettorali
Il giorno delle elezioni un gruppo di sostenitori di Almazán tentò di entrare nel Palazzo Nazionale di Città del Messico per protestare contro la presunta frode elettorale in corso. In risposta i paramilitari aprirono il fuoco e ne uccisero molti.
Il livello di violenza nella capitale fu così alto che Cárdenas non fu in grado di votare al suo seggio elettorale fino a che le proteste non si placarono. Altre ondate di odio si verificarono in tutto il paese.
Almazán rifiutò di riconoscere i risultati ufficiali, sostenendo che il PRM aveva attuato brogli elettorali e che aveva chiuso i seggi, impedendo ai suoi sostenitori di votare. Fuggì a L'Avana, Cuba, dove cercò il sostegno degli Stati Uniti d'America che però gli venne negato. Il governo statunitense, al contrario, riconobbe la vittoria di Camacho. Esso infatti, nonostante si fosse opposto alle riforme di Cárdenas, considerò le presunte simpatie fasciste di Almazán una minaccia ben più grande.
Quando divenne chiaro che era impossibile cambiare il risultato, Almazán rinunciò all'idea di una rivolta violenta contro il governo messicano. Riconobbe la vittoria dell'avversario e tornò in Messico, dove partecipò all'inaugurazione presidenziale di Camacho.

## Candidati
| Candidati            | Partiti                                                                              | Voti      | %     |
| -------------------- | ------------------------------------------------------------------------------------ | --------- | ----- |
| Manuel Ávila Camacho | Partito della Rivoluzione Messicana (con PCM)                                        | 2 476 641 | 93,90 |
| Juan Andreu Almazán  | Partito Rivoluzionario di Unificazione Nazionale (con PAN - PLM - PNA - PNSP - PRAC) | 151 101   | 5,73  |
| Rafael Sánchez Tapia | Indipendente                                                                         | 9 840     | 0,37  |
| Totale               | Totale                                                                               | 2 637 582 | 100   |

## Galleria d'immagini

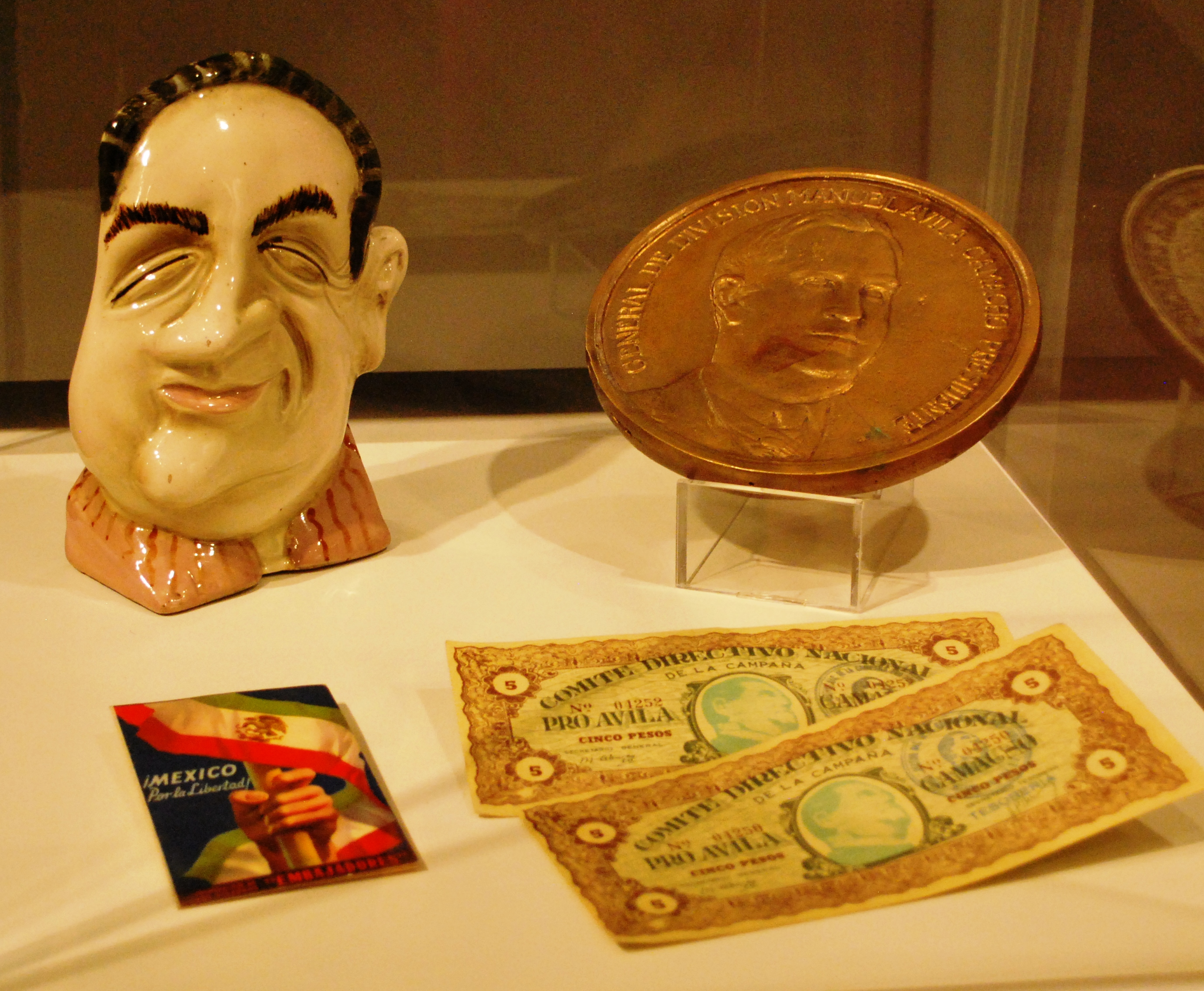
Oggetti della campagna elettorale di Ávila Camacho
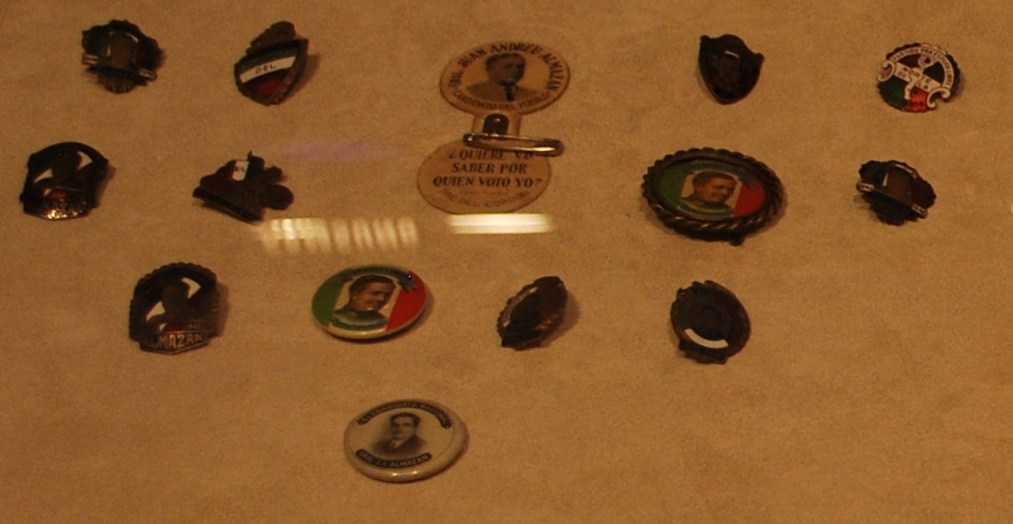
Spille della campagna elettorale di Almazán
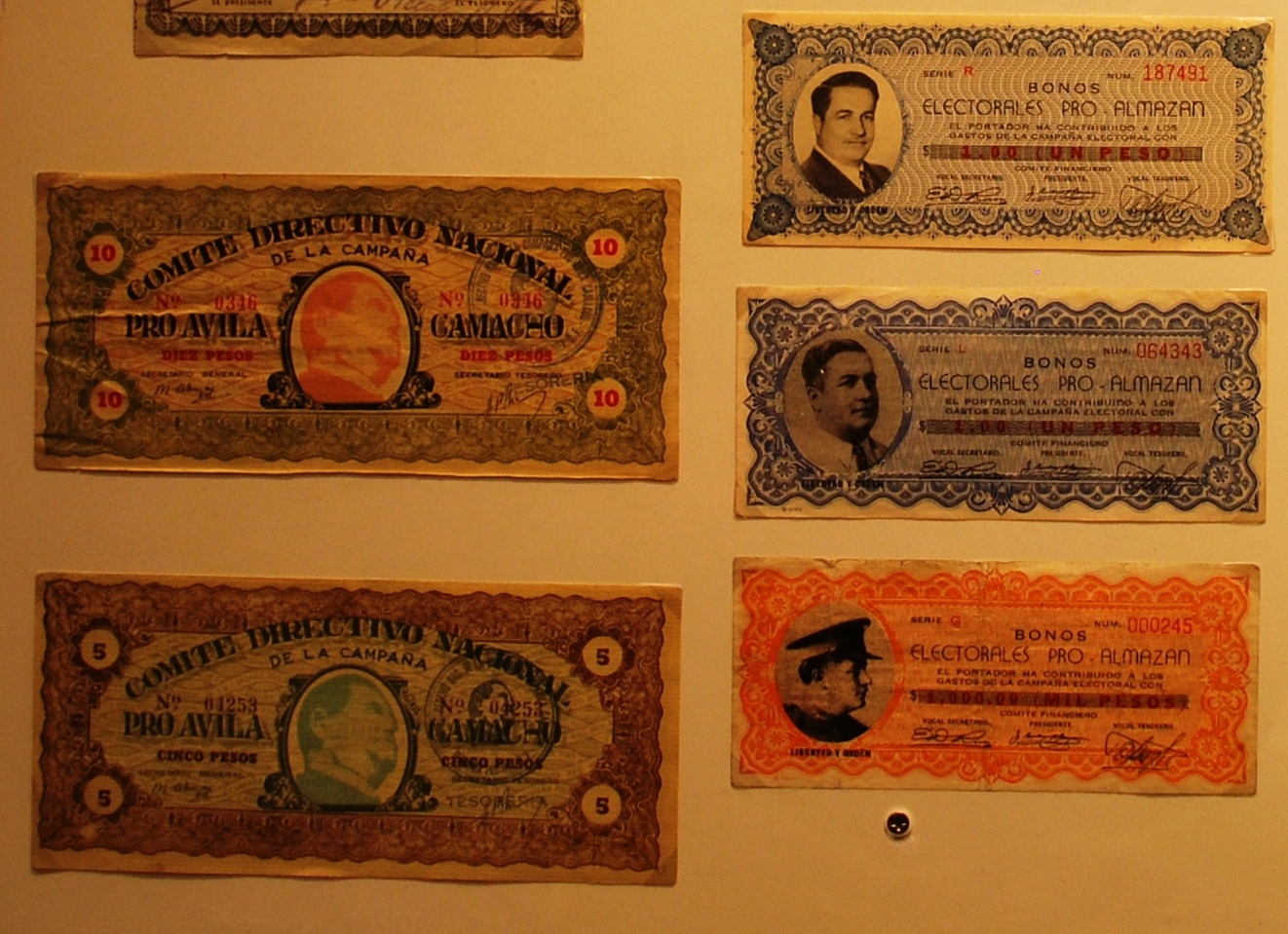
Obbligazioni di contributo per le campagne elettorali di Ávila Camacho e Almazán